# Fruškogorski mučenici

Fruškogorski mučenici, također poznati kao četvorica okrunjenih, to jest sveti Simforijan, Klaudije, Nikostrat, Kastor i Simplicije bili su ranokršćanski mučenici ranog 4. stoljeća. Sveci su u Katoličkoj Crkvi.

## Mučeništvo
Prema vjerovanju, oni su bili klesari u privatnom kamenolomu cara Dioklecijana koji je naručio izgradnju novog hrama na ognjenom brdu s kipovima rimskih bogova, među kojima je bio i kip boga Eskulapa. Klesari su izradili sve elemente hrama osim kipa "boga svakoga zdravlja". Dioklecijan je klesarima pružio priliku da se pokaju i prinesu žrtvu Jupiteru, no oni su to odbili. Kao kaznu, bačeni su u rijeku (najvjerojatnije Savu) u olovnim kutijama.